# Josep Serrano i Simeón
Josep Serrano i Simeón (Sueca, Ribera Baixa, 14 d'octubre de 1873 - Madrid, 8 de març de 1941) va ser un compositor valencià que va gaudir d'una gran popularitat a principi del segle xx per les seues sarsueles, de les que va deixar més de 50 títols, alguns dels quals formen part del repertori habitual del gènere. Va compondre també l'Himne de l'Exposició Regional Valenciana, declarat el 1925 Himne Regional i actualment Himne Oficial del País Valencià, així com el pasdoble El Faller, considerat l'himne de la festa de les Falles de València.

## Biografia
El pare de Josep Serrano era director de banda i va ser el seu primer mestre. Sense eixir de Sueca, als 5 anys, va començar a rebre lliçons de piano, guitarra, harmonia i composició. Va tenir l'oportunitat de participar com a ajudant en els concerts de la banda de son pare, on tocava el triangle i més tard el flautí i la trompa. Va estrenar algunes peces de saló per a piano, i son pare les va arranjar per a banda, estrenant-les amb la seua agrupació. També a Sueca, l'any 1888 o 89, va estrenar les seues dues primeres obres per al teatre, totes dues amb llibret del seu amic i futur periodista Francesc Roig Bataller: la revista satírica Un poble de la Ribera i Alerta, qu'és estudiant!.

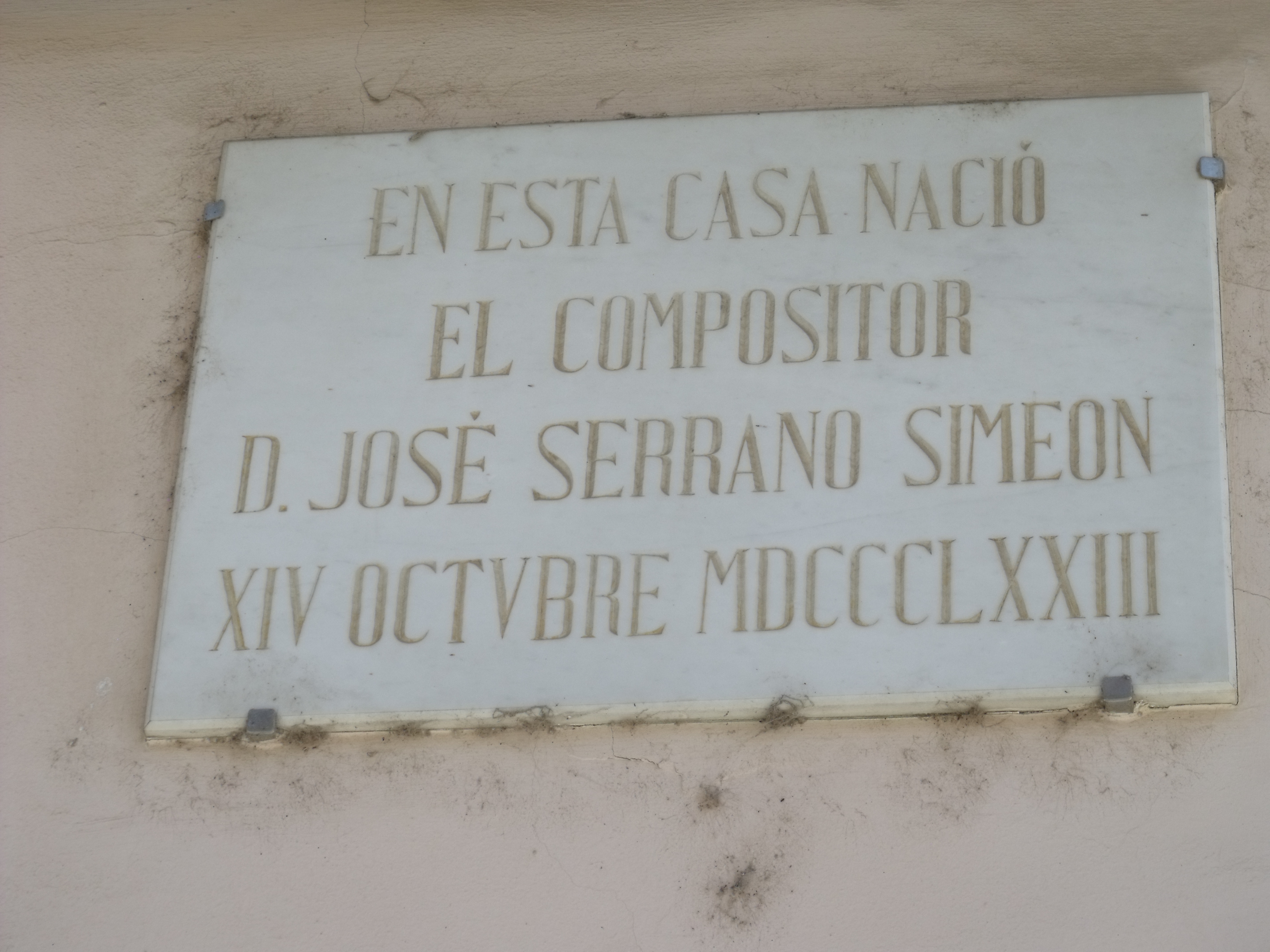
Placa en la casa natal en Sueca
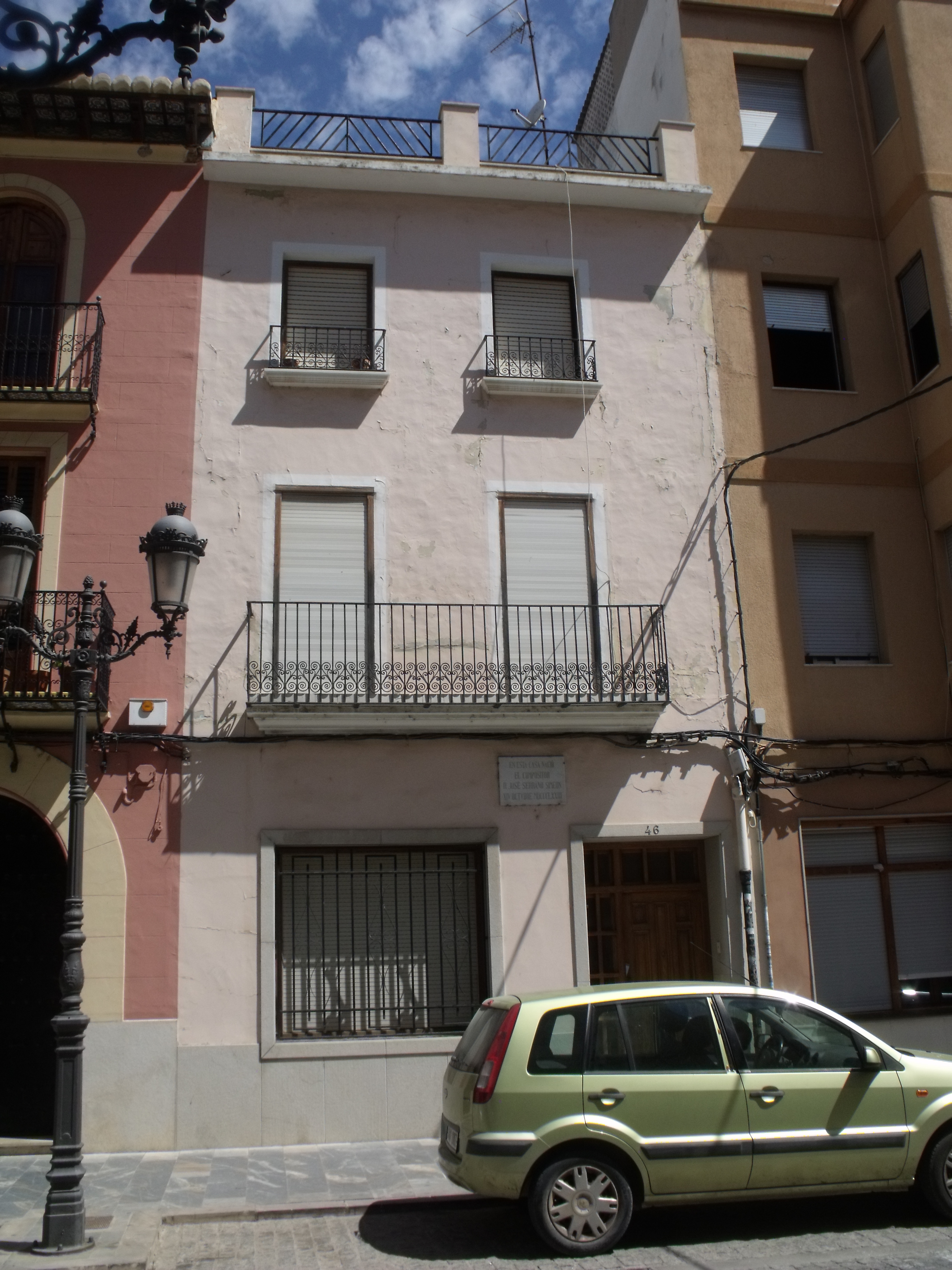
Casa natal

Sembla que la família va intentar que abandonara la carrera musical, però el 1889 Serrano es va traslladar a València per tal de continuar els estudis al Conservatori. Hi va estudiar violí, piano, harmonia i composició, aquesta darrera disciplina amb el llavors director de la institució, Salvador Giner. Altres professors que el van marcar van ser Roberto Segura i Andrés Goñi. No va destacar pel seu aprofitament dels estudis, sovint faltava a les classes "oficials", estimant-se més els seus professors particulars. Potser aquesta circumstància siga l'origen de les mancances tècniques que palesa la seua obra i que la crítica li ha retret.
A València va ser violí en l'orquestra titular del Teatre Principal, cosa que li va permetre entrar en contacte amb l'obra dels grans mestres de l'òpera. També va començar a substituir a son pare com a director de la banda de la que aquest era director. Va ser en un dels concerts de la banda que un càrrec polític important a Madrid, i natural de Sueca, Simó Vila i Vendrell, va fixar-se en el seu talent i li va prometre una beca d'estudis. Serrano es va traslladar a Madrid l'any 1895, i després de diverses dificultats va aconseguir la beca i es va matricular al Conservatori.
Amb tan sols vint anys es trasllada a Madrid. Va presentar les seues obres a Ruperto Chapí i Tomás Bretón, causant una bona impressió. Lamentablement, per motius polítics es van suspendre totes les beques i ajudes, quedant en una precària situació. Des de l'any 1896 al 1899, es va guanyar la vida fent articles de crítica musical, copiant partitures per encàrrec, tocant el violí esporàdicament en alguns locals i donant lliçons de piano, tenint entre els seus alumnes els que després serien famosos pianistes i compositors com Maria Rodrigo (1888-1965) i José Forns y Quadras. L'any 1896 va participar en la fundació del Cercle Valencià de Madrid i va compondre l'obra Les Albaes per a un homenatge que l'esmentada institució va retre a la soprano valenciana Felisa Lázaro. A través de la seua tasca com a crític va establir relació amb Manuel Fernández Caballero. El mestre murcià, paladí del género chico, estava quedant-se cec, i va contractar Josep Serrano per ajudar-lo en la transcripció de la sarsuela Gigantes y cabezudos. Havent quedat content amb el treball del jove compositor, li va encarregar la finalització de la sarsuela La Virgen del Puerto.
L'any 1899 s'inicia la vertadera carrera teatral de Serrano, que hauria d'abastar fins a l'any 1930, en què va deixar de compondre, amb una producció de més de 50 títols. Aquest mateix any va entrar en contacte amb els germans Álvarez Quintero, que li van encarrefar la composició de la música per al llibret de la sarsuela El Motete, que va estrenar en el Teatro Apolo de Madrid. També l'any 1899 és el del seu matrimoni amb Isaura González, amb la qual va tenir 8 fills.
Poc després també va musicar el llibret La Reina Mora, aquesta obra es va estrenar el 1903 i va tenir un gran èxit entre el públic, arribant a ser la sarsuela més representada en castellà arreu. Gràcies a aquesta feina, es va donar a conèixer dins els cercles artístics madrilenys com a un gran compositor de sarsueles.
Entre els èxits més destacats de la carrera de Serrano cal esmentar La Torería (1904), escrita per Antonio Paso; Moros y Cristianos (1905), sarsuela de costums valencians amb un final tràgic, poc comú en la sarsuela; Alma de Dios (1907); La alegria del batallón (1909); El carro del sol (1911) l'acció de la qual se situa en el Perelló, on Serrano posseïa una vil·la per a passar-hi l'estiu; La canción del olvido (1916) amb un ambient més pròxim al de l'opereta centreeuropea; Los de Aragón (1927); Los claveles (1929) i La Dolorosa (1930) on intenta un particular neoromanticisme sense sortir-se'n de l'esquema "chico" d'un acte i la composició de la qual potser va estar influïda per la mort d'un fill del compositor.
Durant aquests anys, la seva obra va agafar una gran volada, fins al punt en què el seu nom i estil musical es van posar al capdavant de la popularitat artística, assumint grans èxits per tot l'Estat espanyol com a especialista en sarsueles.
La Dolorosa és la darrera obra que va estrenar en vida, apartant-se de la creació l'any 1930 fins a la seua mort l'any 1941. El 1943 es va estrenar a València la seua única òpera, La Venta de los Gatos, projecte que va arrossegar pràcticament des dels seus inicis com a compositor d'èxit, i que va deixar inconclusa.
Entre les seues obres no destinades al teatre s'ha de destacar l'Himne de l'Exposició Regional Valenciana que va ser estrenat en la inauguració d'aquest certamen, el 22 de maig de 1909. Aquest himne va ser declarat Himne Regional l'any 1925 i el 1982, no sense polèmica, Himne Oficial de la Comunitat Valenciana. La lletra que Maximilià Thous i Orts va escriure no és oficial.
Va compondre també l'oda València canta per a banda i cor, himne commemoratiu de la coronació de la Mare de Déu dels Desemparats, encàrrec de la Diputació de València l'any 1923.
L'any 1929 va compondre el pasdoble El Fallero com a peça obligada del concurs de bandes de música de les Falles. Aquesta obra, de gran encís, inclou el tradicional cant de l'estoreta. Posteriorment, Maximilià Thous li va posar lletra. És considerat l'himne de la festa de les Falles.
Tingué una gran relació personal amb diversos compositors del País Valencià, entre altres Pasqual Pérez Choví i Justiniano Latorre Rubio, que passava temporades a la platja amb ell.
Els últims anys de la seva vida els va passar a Perelló, on es va dedicar gairebé exclusivament a la pesca. Abans de morir va deixar una òpera inacabada, La venta de los gatos, la qual es va estrenar uns anys després gràcies a que el mestre Estela va acabar-la.
L'any 1940 es torna a traslladar a Madrid per poder tractar la malaltia que se li havia diagnosticat però va acabar morint un any després, el 1941.

## Estil

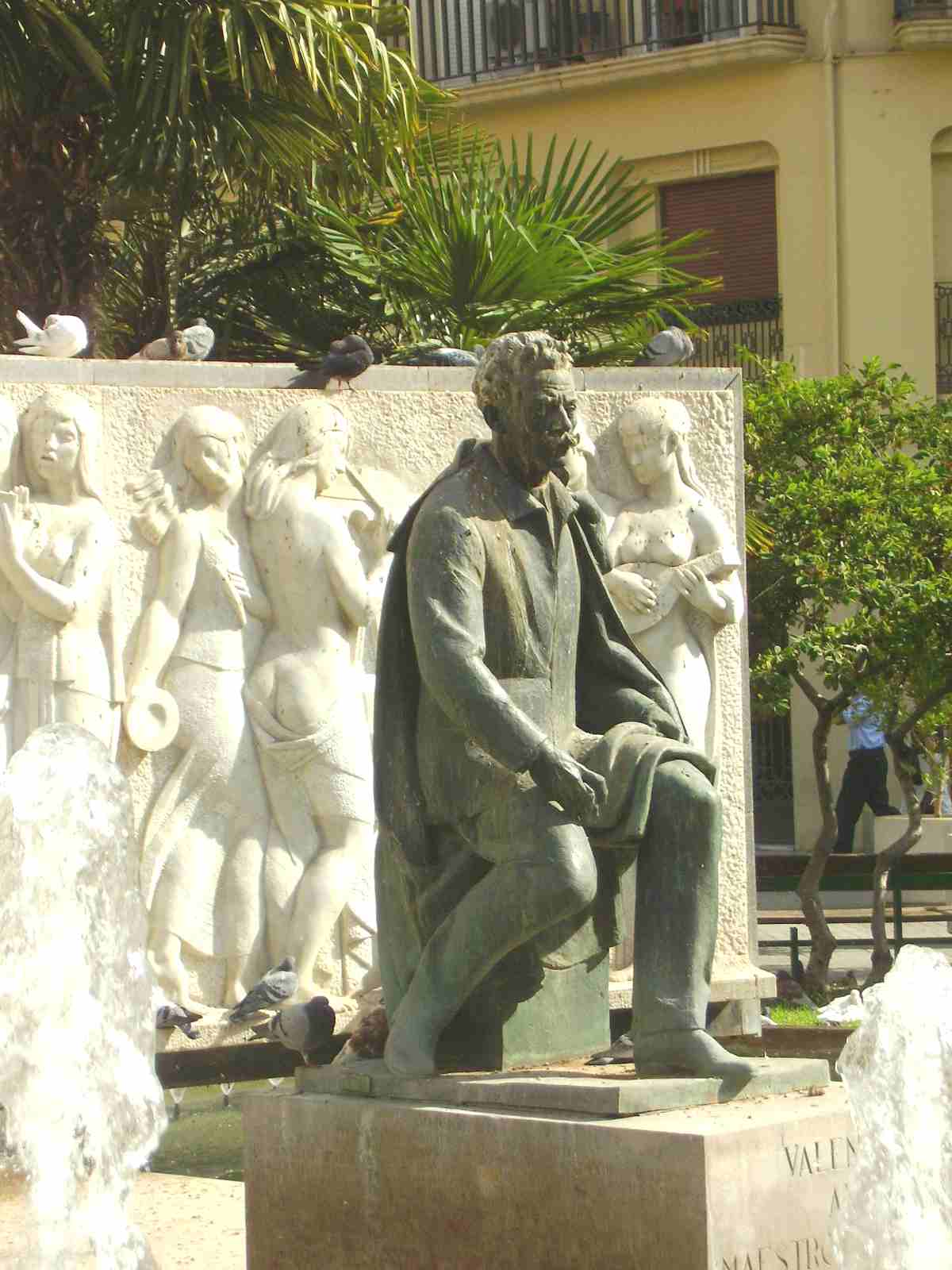
Monument a Josep Serrano a la ciutat de València

Josep Serrano irromp en el panorama de la sarsuela en el moment en què estan desapareixent els tres pilars fonamentals del género chico: Ruperto Chapí, Federico Chueca i Manuel Fernández Caballero, i a la seua manera els reemplaça, allargant la vida del gènere fins a la dècada de 1930. Així, el medi natural de Serrano és el del sainet líric en un acte, col·laborant amb els llibretistes més reputats del gènere: els germans Álvarez-Quintero i Carlos Arniches. Es tracta d'obres curtes, generalment còmiques i amb pocs números musicals sovint basats en temes folklòrics, de vegades genuïns i d'altres reinventats.
És destacable en Serrano la seua facilitat per a la melodia, que sona espontània i natural, sovint amb un aire italianitzant. Se li ha retret una dèbil consistència tècnica, sobretot en les obres de la seua primera i segona dècades creatives (de 1900 a 1920). Amadeu Vives va declarar respecte a aquesta qüestió: «Si Serrano sabera quelcom més que solfeig, cap músic menjaria a Espanya; llevat d'ell».
Potser a partir de La canción del olvido (1916) es pot advertir un major enriquiment en la seua tècnica i una major estilització orquestral. Hi ha un abandó dels temes de dansa pels cantables, una major durada dels llibrets (potser deguda a la irrupció dels nous llibretistes com ara Sevilla, Romero o Fernandez Shaw) i una orientació cap a un sentimentalisme molt particular. Però també en aquesta segona etapa s'aprecia una certa desorientació en els temes, que el fa reincidir en l'opereta i la sarsuela regional (o d'espardenya), tan de moda en l'època.
Segons Carlos Gómez Amat «...Serrano posseïa un do melòdic natural que molt sovint salvava la seua insuficiència tècnica i, fins i tot, ocasionals faltes de gust. La seua millor època és el sainet, tombant després en llibrets més que dubtosos amb els quals la música se'n ressent. Però, uns i altres, han romàs en el repertori, i la desigualtat de Serrano no és sinó el fruit dels vacil·lants camins que la sarsuela del moment anava recorrent, ferida ja mortalment però amb prou vitalitat com per a arrossegar-se bastants anys».

## Obres
(Llista no exhaustiva)

### Sarsuela
- 1888 Un poble de la Ribera - llibret: Francesc Roig Bataller
- 1888 Alerta, que és estudiant! - llibret: Francesc Roig Bataller
- 1896 Les Albaes - llibret: C. Llinàs
- 1900 El motete - llibret: Serafín Álvarez Quintero i Joaquín Álvarez Quintero
- 1900 El corneta de órdenes - llibret: Carlos Arniches
- 1901 Coplas y vino - llibret: Francisco Tristan Larios
- 1902 El Olivar - (en col·laboració amb: Tomás Barrera Saavedra) - llibret: A. Melantuch i C. García Arista
- 1902 La Torre del Oro - (en col·laboració amb: Gerónimo Giménez)
- 1902 La mazorca roja, 1 acte - llibret: Francisco Tristan Larios
- 1902 El jaleo nacional - (en col·laboració amb: Vicent Lleó i R. Calleja) - llibret: S.M. Granés
- 1902 Don Miguel de Mañara - llibret: F. Pérez Capo
- 1903 El solo de trompa - llibret: Antonio Paso i D. Jiménez Prieto
- 1903 El pelotón de los torpes - (en col·laboració amb: A. Rubio) - llibret: Antonio Paso i Ramón Asensio Mas
- 1903 El vals de las olas - llibret: Antonio Paso i Ramón Asensio Mas
- 1903 La reina mora, 1 acte - llibret: Serafín Álvarez Quintero i Joaquín Álvarez Quintero
- 1904 El trébol - (en col·laboració amb: Joaquín Valverde y Sanjuán) ("Quinito") - llibret: Antonio Paso i J. Abati
- 1904 La Torería, 1 acte - llibret: Antonio Paso i Ramón Asensio Mas
- 1904 La casita blanca - Maximilià Thous i Orts i E. Cerdá
- 1904 ...Y no es noche de dormir - (en col·laboració amb: Joaquín "Quinito" Valverde Sanjuán) - llibret: A. Casero i A. Larrubiera
- 1904 Las estrellas (en col·laboració amb: Joaquín "Quinito" Valverde Sanjuán) - llibret: Carlos Arniches
- 1905 Moros y Cristianos, 1 acte - llibret: Maximilià Thous i Agustín Cerdá
- 1905 El Mal de amores, 1 acte - llibret: Serafín Álvarez Quintero i Joaquín Álvarez Quintero
- 1905 El Amor en el Teatro, 1 acte (en col·laboració amb: Ruperto Chapí) - llibret: Serafín Álvarez Quintero i Joaquín Álvarez Quintero
- 1905 El contrabando (en col·laboració amb J. Fernández Pacheco)
- 1905 El perro chico en col·laboració amb: Joaquín "Quinito" Valverde Sanjuán) - llibret: Carlos Arniches i Enrique García Alvarez
- 1906 La infanta de los bucles de oro - llibret: Sinesio Delgado
- 1906 La mala sombra - llibret: Serafín Álvarez Quintero i Joaquín Álvarez Quintero
- 1906 El pollo Tejada, 1 acte (en col·laboració amb: Joaquín "Quinito" Valverde Sanjuán) - llibret: Carlos Arniches i Enrique Garcia Álvarez
- 1906 La noche de reyes, 1 acte - llibret: Carlos Arniches
- 1907 La patria chica, 1 acte (en col·laboració amb: Ruperto Chapí) - llibret: Serafín Álvarez Quintero i Joaquín Álvarez Quintero
- 1907 Alma de Dios, 1 acte (en col·laboració amb: Joaquín "Quinito" Valverde Sanjuán) - llibret: Carlos Arniches i Enrique García Álvarez
- 1907 La gente seria, 1 acte - llibret: Carlos Arniches i Enrique Garcia Álvarez
- 1907 Nanita, Nana - llibret: Serafín Álvarez Quintero i Joaquín Álvarez Quintero
- 1907 La escala de Jacob (en col·laboració amb: E. Bru) - llibret: Maximilià Thous i Orts i E. Cerdá
- 1907 La banda nueva (en col·laboració amb: E. Bru) - llibret: Maximilià Thous i Orts i E. Cerdá
- 1907 La suerte loca (en col·laboració amb: Joaquín "Quinito" Valverde Sanjuán) - llibret: Carlos Arniches i Enrique Garcia Álvarez
- 1909 La Alegría del batallón, 1 acte (en col·laboració amb: Joaquín "Quinito" Valverde Sanjuán) - llibret: Carlos Arniches i Félix Quintana
- 1910 El Trust de los tenorios, 1 acte - llibret: Carlos Arniches i Enrique García Alvarez
- 1910 El palacio de los duendes, 1 acte (en col·laboració amb: Amadeu Vives) - llibret: Sinesio Delgado
- 1911 El carro del sol, 1 acte (en col·laboració amb: Vives) - llibret: Maximilià Thous
- 1911 Barbarroja - llibret: Sinesio Delgado
- 1912 El fresco de Goya (en col·laboració amb: Joaquín "Quinito" Valverde Sanjuán)
- 1913 Si yo fuera rey - llibret: A. López Monís
- 1913 La gentuza - llibret: Carlos Arniches
- 1914 El rey de la banca - llibret: E. Cerdá
- 1914 El amigo Melquíades, 1 acte (en col·laboració amb: Joaquín "Quinito" Valverde Sanjuán) - llibret: Carlos Arniches
- 1916 La Canción del olvido, 1 acte - llibret: Federico Romero i Guillermo Fernández-Shaw
- 1916 El príncipe Carnaval, 1 acte (en col·laboració amb: Joaquín "Quinito" Valverde Sanjuán) - llibret: Ramón Asensio Mas i José Juan Cadenas Muñoz
- 1916 La Sonata de Grieg - llibret: Federico Romero i Guillermo Fernández-Shaw
- 1916 El rey del corral - llibret: E. López Marín
- 1919 La venda en los ojos - llibret: J. Fernández del Villar
- 1919 Los leones de Castilla - llibret: J. Moyrón Sánchez
- 1922 El príncipe se casa - llibret. J.J. Cadenas
- 1924 Danza de apaches
- 1924 La maga de Oriente (en col·laboració amb: E. Pérez Rosillo) - llibret: Sinesio Delgado
- 1926 Magda la tirana - llibret: P. Millán Astray
- 1927 Los de Aragón, 1 acte - llibret: Juan José Lorente
- 1927 La Prisionera (en col·laboració amb: Francisco Balaguer Mariel) - llibret: Luis Fernandez de Sevilla i Anselmo C. Carreño
- 1927 Las Hilanderas, 1 acte - llibret: Federico Oliver
- 1929 Los claveles, 1 acte (en col·laboració amb: Federico Chueca) - llibret: Luis Fernández de Sevilla i Anselmo C. Carreño
- 1930 La dolorosa, 2 actes - llibret: Juan José Lorente
- 1944 Data de l'estrena. Golondrina de Madrid Obra pòstuma (en col·laboració amb: J.M. Izquierdo) - llibret: Luis Fernandez de Sevilla

### Òpera
- 1943 Data de l'estrena. La Venta de los Gatos, Obra pòstuma, 2 actes - llibret: Serafín Álvarez Quintero i Joaquín Álvarez Quintero. Basada en un conte de Gustavo Adolfo Bécquer.

El mestre  Enrique Estela va fer l'arranjament i l'orquestració d'aquesta òpera pòstuma del mestre Serrano. A més, va dirigir la seva estrena absoluta el 24 d'abril de 1943 al Teatre Principal de València.

### Obres per a banda
- 1909 Himne de l'Exposició Regional Valenciana - text: Maximilià Thous
- 1917 La canción del soldado, himne
- 1923 València Canta!, himne
- 1929 El Faller, pasdoble
- Del Perelló a Catarroja, pasdoble

### Obres per a orquestra
- El miserere de la montaña, Poema simfònic

### Altres
- Diverses cançons i peces de saló.